# Cryptoscenea antennalis
Cryptoscenea antennalis är en insektsart som beskrevs av Meinander 1972. Cryptoscenea antennalis ingår i släktet Cryptoscenea och familjen vaxsländor. Inga underarter finns listade i Catalogue of Life.